# Seleção Letã de Voleibol Feminino
A seleção letã de voleibol feminino é uma equipe europeia composta pelas melhores jogadoras de voleibol da Letônia. A equipe é mantida pela Federação Letã de Voleibol (Latvijas Volejbola Federâcija). Está na 52
ª posição no ranking mundial da FIVB segundo dados de 6 de outubro de 2015.